# Nive Voisine
Pour les articles homonymes, voir Voisine (homonymie).
Nive Voisine, né à Notre-Dame-du-Lac le 27 avril 1928 et décédé à Rimouski le 10 décembre 2023 est un historien et prêtre catholique québécois. Il est un spécialiste de l'histoire du catholicisme au Québec.
Il enseigne à l'Université Laval où il contribue notamment au Dictionnaire des œuvres littéraires du Québec, un projet de recherche initié par Maurice Lemire en 1971.

## Publications
- Nive Voisine a collaboré régulièrement au Dictionnaire biographique du Canada, au Dictionnaire des œuvres littéraires du Québec, à L’Encyclopédie du Canada, au Dictionnaire d’histoire et de géographie ecclésiastiques et à la Revue d’histoire du Bas-Saint-Laurent. Il a publié une centaine d’articles de dictionnaires, 38 articles de périodiques, 28 chapitres d’ouvrages collectifs et 21 volumes seul ou en collaboration.

Les publications de Nive Voisine incluent notamment :
- 1971 - Histoire de l’Église catholique au Québec, 1608-1970 (en collaboration avec Jean Hamelin et André Beaulieu)
- 1980 - Le Canada reconquis par la France, essai de Joseph-Guillaume Barthe
- 1980 - Louis-François Laflèche (deuxième évêque de Trois-Rivières)
- 1982 - Jubilés, missions paroissiales et prédication au XIXe siècle
- 1984-1989 - Histoire du catholicisme québécois (direction, 4 vol.)
- 1985 - Les Ultramontains canadiens-français
- 1987 - Les Frères des écoles chrétiennes au Canada
- 1994 - Le Diocèse de Rimouski (1867-1992), sous la direction de Noël Bélanger et Nive Voisine.
- 1996 - Érudition, humanisme et savoir, actes du colloque en l'honneur de Jean Hamelin.
- 2000 - « Louis Philippe Berger (1896-1993) », dans Cinq prêtres, cinq charismes, (en collaboration)
- 2002 - De l’harmonie tranquille au pluralisme consenti. Une histoire de la Faculté de théologie et de sciences religieuses de l’Université Laval, 1852-2002, (en collaboration avec Brigitte Caulier et Raymond Brodeur)
- 2004 - Le Clergé de l'archidiocèse de Rimouski, sous la direction de Sylvain Gosselin et Nive Voisine.

## Récompenses
- 1995 - prix Arthur-Buies